# HMAS Swan (D61)
De HMAS Swan (D61) was een Australische torpedobootjager van de Riverklasse.

## De Swan tijdens de Eerste Wereldoorlog
De Swan was aanwezig bij de invasie van de Duitse koloniën in Zuidoost-Azië. In 1917 werd het schip overgeplaatst naar de Middellandse Zee in verband met de toegenomen dreiging van Duitse U-boten daar.

## De Swan na de Eerste Wereldoorlog
Na de Eerste Wereldoorlog keerde de Swan terug naar Australië waar hij tot 1928 dienstdeed. Tussen 1922 en 1925 werd het schip in reserve gehouden. Vanaf 1925 is het schip alleen nog gebruikt als opleidingsschip. Na de uit dienst name is het schip in 1930 verschroot.